# Villada
Villada è un comune spagnolo di 1 090 abitanti situato nella comunità autonoma di Castiglia e León, comarca di Tierra de Campos.